# Palazzo Saporiti
Le palazzo Saporiti (ou palazzo Rocca-Saporiti)  est un édifice historique de style néoclassique situé corso Venezia, dans le centre de Milan, en Lombardie.

## Histoire
Le palais est financé en 1800 par Gaetano Belloni, un casinotier enrichi grâce à  l'exploitation d'une salle de jeux de hasard à l'intérieur du Teatro alla Scala. Cependant après la domination napoléonienne, criblé de dettes à la suite de l'interdiction des jeux de hasard, il est contraint de vendre sa demeure aux marquis  Rocca-Saporiti de Gênes.
Le palais est édifié lors d'un projet de requalification de la zone autour de la Porta Orientale, sur des terrains appartenant aux Frères mineurs capucins, avant la suppression des ordres monastiques effectuée par l'administration autrichienne. Comme le rappelle une plaque face au palais, sur ces terrains étaient présents un couvent, décrit dans un passage de Les Fiancés.
Le projet achevé, en 1812, porte la signature d'Innocenzo Giusti : en réalité, il fut réalisé par Giovanni Perego, fameux scénographe de La Scala, qui n'étant pas un architecte de profession ne put y apposer sa signature. Actuellement, le bâtiment abrite le siège d'une banque suisse.

## Description

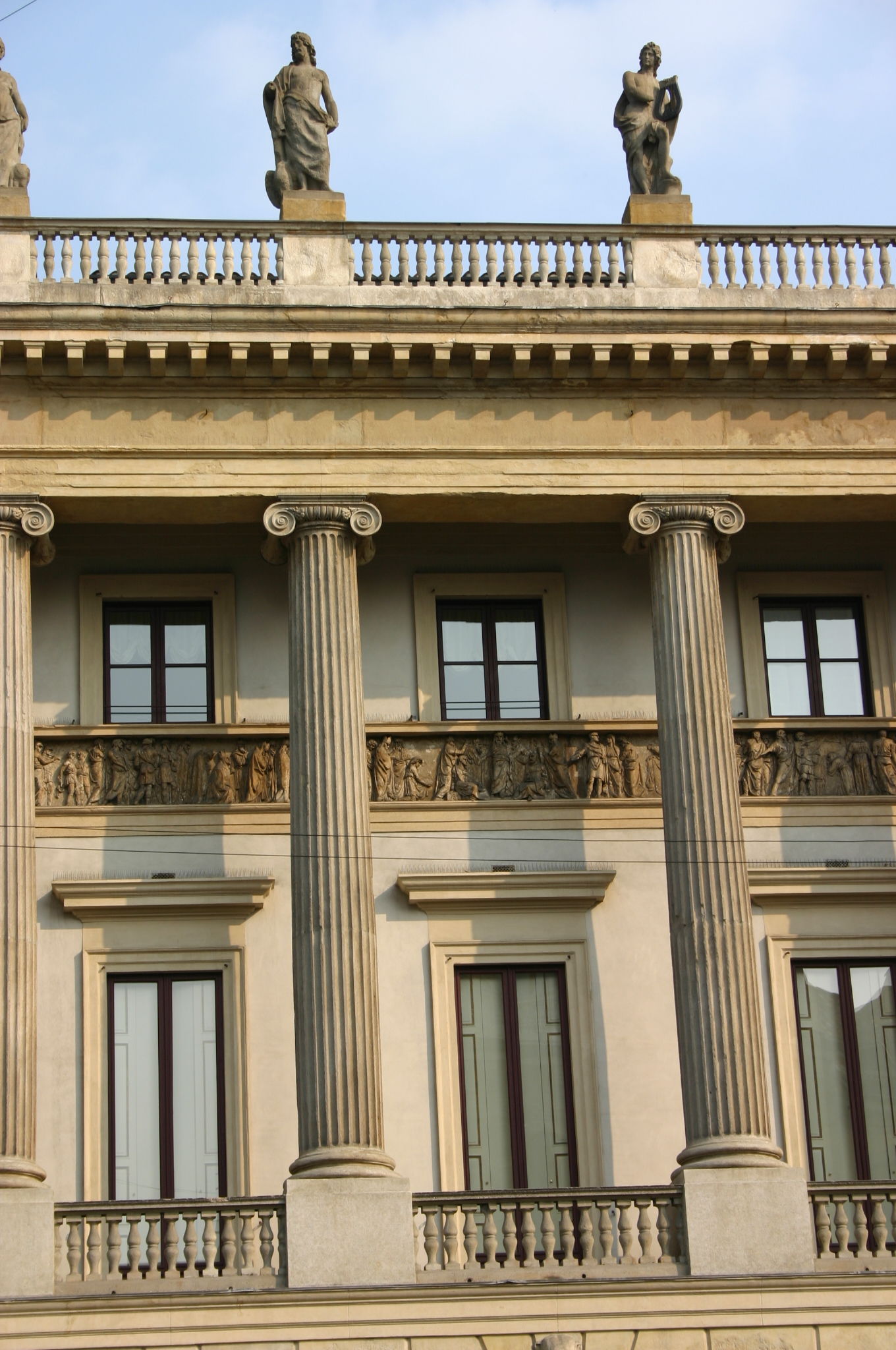
Détails de la façade.

Il est un bel exemple d'architecture néoclassique, inspiré du palladianisme. L'élément prédominant de la façade est la grande colonnade en style ionique qui forme la scénographique loggia à tribune. Le rez-de-chaussée est à bossage simple, alors que le portail central est surmonté d'un éléphant héraldique. Entre le premier et le second étage est insérée une frise en bas-relief représentant divers épisodes de l'histoire de Milan.
La ligne de toit est couronnée par une balustrade qui soutient les statues correspondant à la parade des Dii Consentes : statues réalisées par Pompeo Marchesi et Gracieux Rusca (it). À noter, aussi, la salle de bal qui occupe l'espace en face du piano nobile, ornée de stucs et de fresques.